# Idel Becker
Idel Becker (Porto Casares[carece de fontes?], Argentina, em 28 de dezembro de 1910 — 12 de junho de 1994) foi um médico, professor e enxadrista brasileiro de origem asquenaze.
Formado na Faculdade de Medicina da USP, naturalizou-se brasileiro e foi praça e ao mesmo tempo médico do Exército. É autor de mais de 20 livros, destacando-se dois livros sobre o Xadrez: Manual de Xadrez (1948) e Aberturas e Armadilhas no Xadrez (1969). Além destas obras enxadrísticas, destacam-se Pequena História da Civilização Ocidental, e Manual de Español, Nomenclatura Biomédica no Idioma Português do Brasil, entre textos universitários e dicionários. Veio a falecer no Dia do Enxadrista.
Foi Professor-Assistente de Anatomia na Faculdade de Odontologia da Universidade de São Paulo, Professor titular de Língua e Literatura Espanhola, Cultura Brasileira e História da Civilização, na Faculdade de Filosofia da Universidade Mackenzie.
No xadrez, foi colaborador em colunas do O Comércio da Lapa, Gazeta Israelita de São Paulo, Nosso Jornal e, provisoriamente (na ausência de Paulo de Godoy) A Gazeta. Foi também um problemista de xadrez, tendo conquistado a Medalha de Ouro no Torneio de Soluções de "A Gazeta" (1932/33) entre 119 concorrentes.

## Curiosidades
- Nasceu na Argentina por que em Erebango, RS, não havia recursos médicos, e seus pais atravessaram a fronteira por ocasião da aproximação do parto. 15 dias depois do nascimento, mudou-se novamente para o Brasil.